# Schermo di proiezione

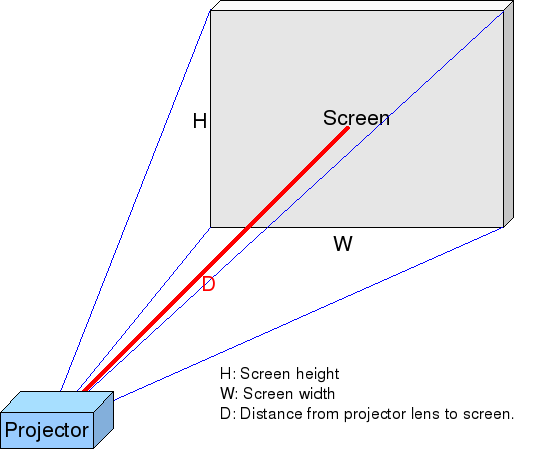
Schema per lo schermo

Lo schermo di proiezione è una superficie piana, solitamente di colore bianco, sulla quale proiettare i film del cinema o le diapositive, oppure qualsiasi altro tipo di immagini video-grafiche fisse o in movimento, come quelle televisive (ad esempio).
Lo schermo viene osservato per riflessione diffusa, ed è quindi opaco, di tela imbiancata a base di gesso o calce o di tela metallizzata. È possibile usare anche una parete bianca come schermo, ma potrebbe perdere un po' di luminosità rispetto a quelli predisposti.
Un particolare schermo a retro-proiezione è il trasparente, usato nel teatro di posa.

## Simbolo
La sua importanza apparve evidente sin dagli albori del cinema, quando le opere venivano proiettate su un semplice telo di stoffa bianca. Oggi si studiano i modi per aumentare la quantità di energia luminosa restituita alla sala, che giunge allo spettatore, rimanendo in un cono ristretto di luce per non disperdere nello spazio la forza suggestiva che emana dalla pellicola. Nel suo ruolo di catena che lega il soggetto all'oggetto, per metonimia lo schermo si conferma simbolo dell'intera arte cinematografica.
Nelle sale cinematografiche, lo schermo di proiezione è il luogo dove viene attualizzata l'opera cinematografica, quindi è la finestra sull'universo delle immagini proiettate. Per questo, lo schermo rappresenta la porta metaforica, il tramite tra reale e immaginario, tra la vita vissuta e quella ricreata dal film (ad esempio, in film come The purple rose of Cairo (1985; La rosa purpurea del Cairo) di Woody Allen, ma anche nel suo lontano antecedente Zakovannaja fil′moj (1918, Incatenata dal film) di Nikandr V. Turkin).

## Schermo perlinato

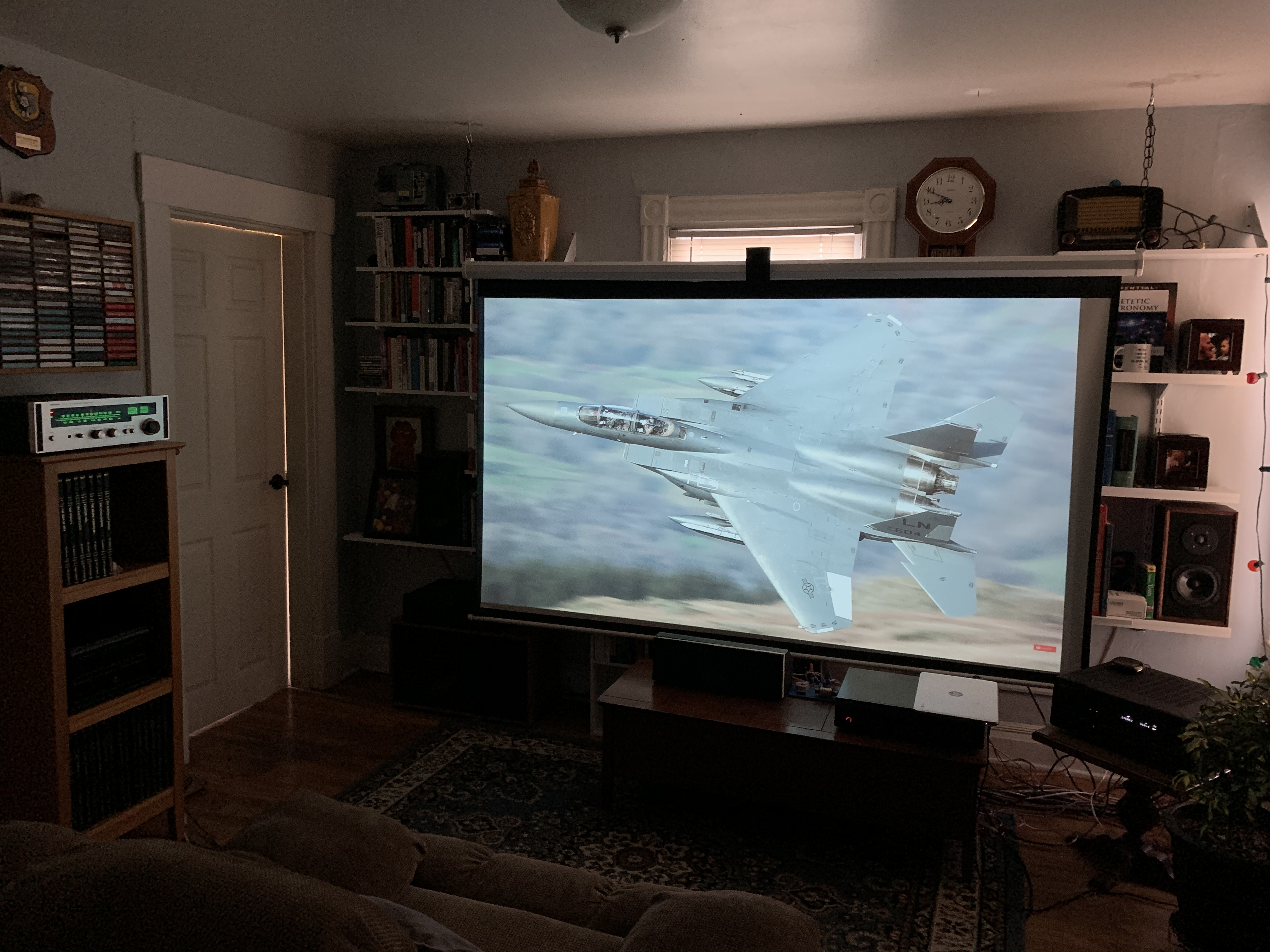
Schermo casalingo

Schermo di tela cosparsa di innumerevoli minute perline di vetro o trattata opportunamente con sostanze plastiche, per ottenere un’elevata radianza. In ambito casalingo, è usato per video proiezione o diapositive, ed è in genere portatile, mobile e trasportabile (detto per uso domestico o didattico), ma anche fisso a scomparsa, o rigido fissato permanente, costituito da un telo tenuto in tensione in modo da fornire una superficie piana.

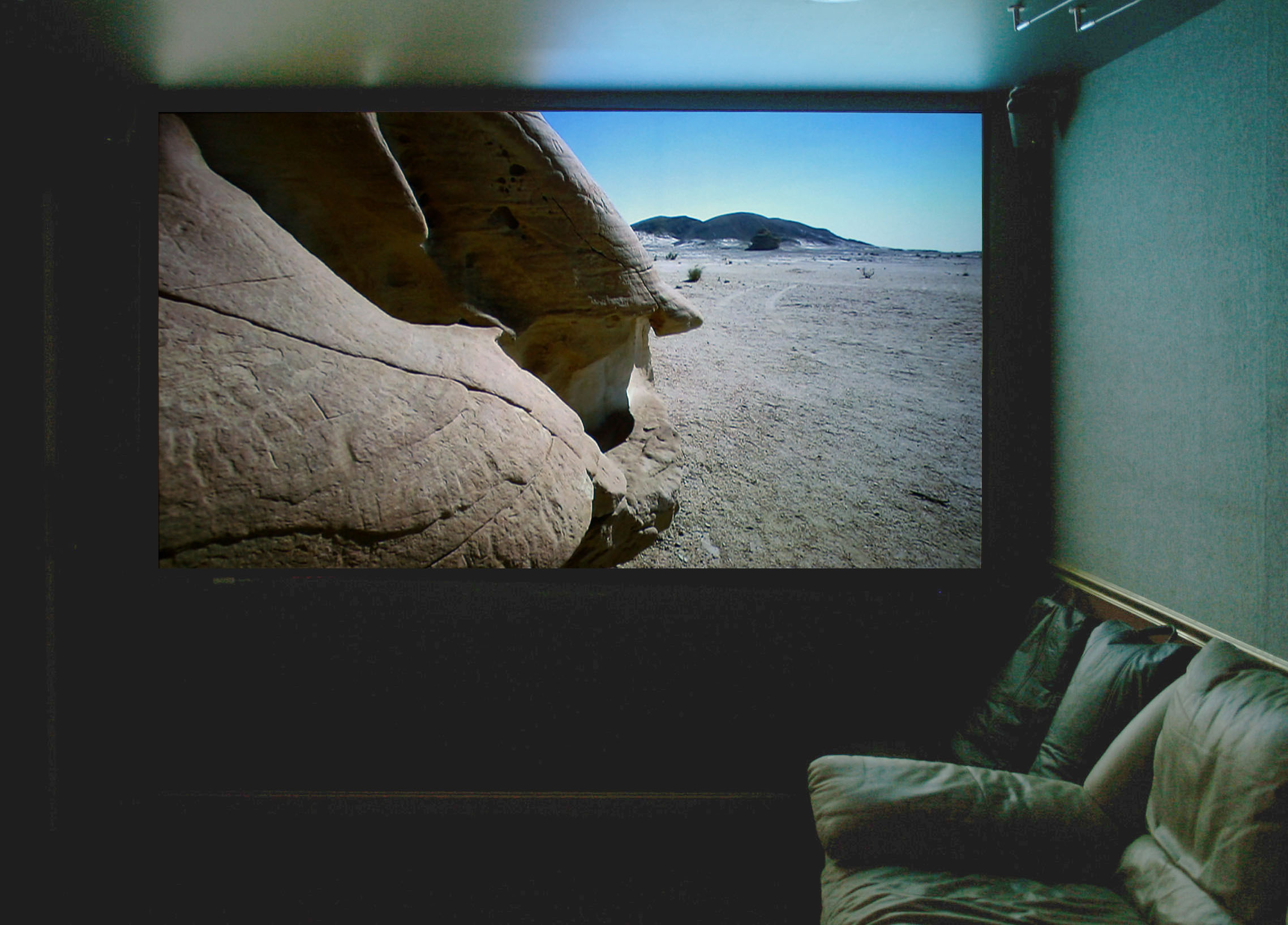
Schermo casalingo

Il telo rigido è solitamente fissato al muro con una struttura a telaio rigido, quello a scomparsa può essere svolto e riavvolto quando serve, senza occupare una parete in modo permanente, e di solito riguardano schermi fino a qualche metro di diagonale. 
Gli schermi trasportabili, sono leggeri, comodi e con dimensioni diagonali più piccole, fino a 2 o 3 metri.

## Cinematografico

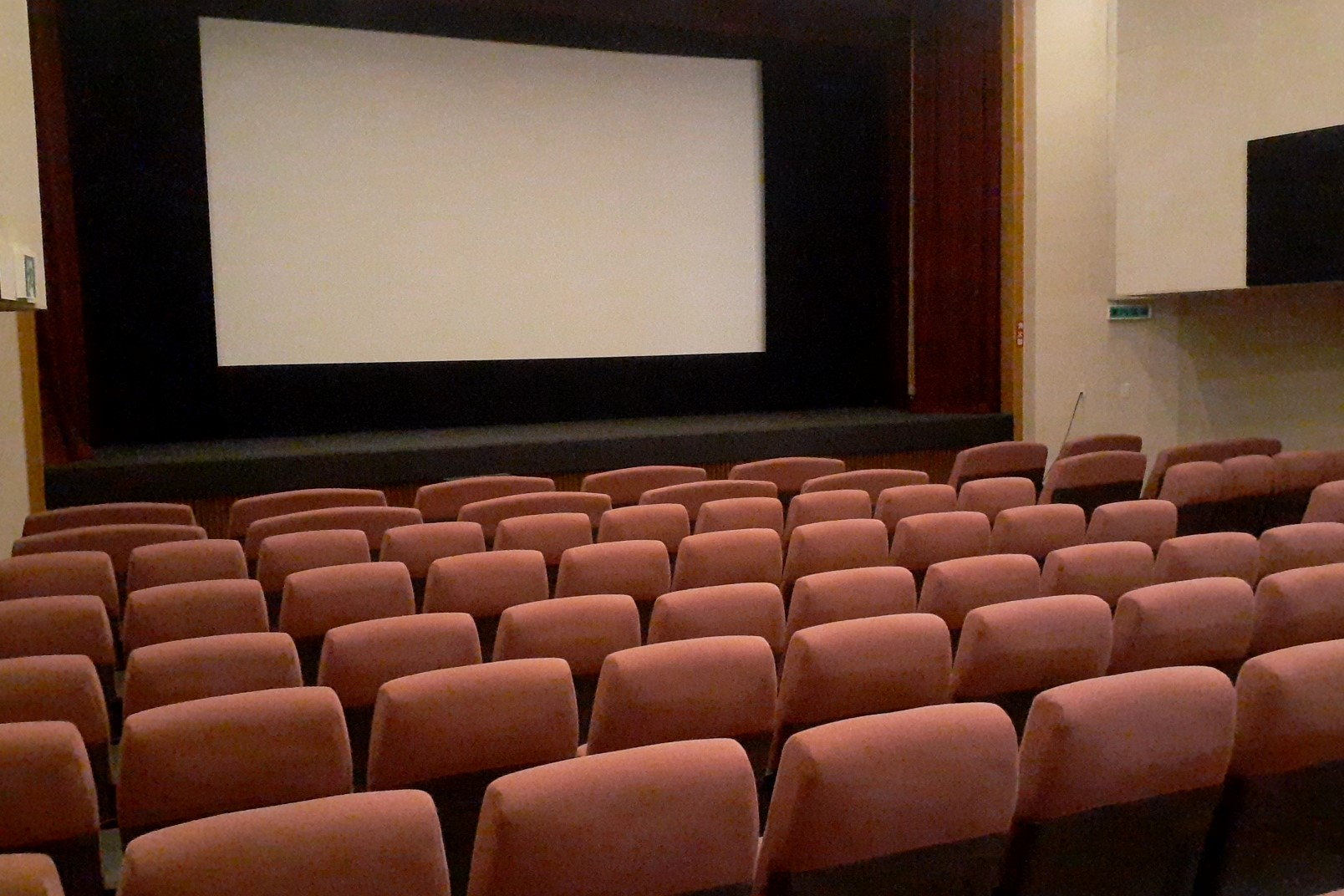
Sala con schermo

Soprattutto nel cinema, la gradevolezza e la spettacolarità dell’immagine sullo schermo, qualificano la proiezione e tutto il suo sistema operativo. Così, deve avere particolari proprietà di riflettenza o traslucidità e neutralità, per non alterare la cromaticità dell'immagine originale, la superficie può essere perfettamente piana o leggermente curva, oppure adeguatamente curvata per particolari proiezioni a larghissimo campo, ed è per lo più di un unico pezzo, senza cuciture intermedie, di materiale sintetico bianco opaco o perlinato, antifiamma, antimuffa e che possibilmente trasmetta il suono; quest’ultima proprietà, ottenibile anche praticando sullo schermo minutissimi fori, è necessaria per favorire la trasmissione acustica dei diffusori sonori celati dietro di esso.

### Illuminazione
È importante la luce inviata dal proiettore, la lampada relativa e l’ubicazione della cabina di proiezione, rispetto allo schermo. La luminanza viene misurata con un flussometro a riflessione sullo schermo illuminato dal proiettore a otturatore fermo e deve essere uniforme su tutta la superficie del quadro; può essere misurata anche derivandola dal flusso in lumen del fascio di luce. Controllando invece direttamente il suo illuminamento al centro, si ottiene la luce incidente in lux. In entrambi questi due casi, per avere l’illuminamento effettivo della proiezione come appare allo spettatore, bisogna rapportare l’intensità ottenuta al guadagno luminoso dello schermo.

### Dimensioni
Qualora il quadro abbia dimensioni molto ampie (anche decine di metri) si cerca di curvarne leggermente il profilo in ragione del lato orizzontale. La corda dell’arco di curvatura non deve mai superare la differenza tra la distanza del punto nodale anteriore dell’obiettivo e la periferia estrema del quadro. Gli schermi devono possedere notevoli qualità di riflettenza, ma senza una diffusione eccessiva, onde evitare la perdita di incisione dell’immagine. Il guadagno può variare da 1,3 a 2,0 in ragione di schermi da retroproiezione, proiezione video o cinematografica normali. Lo schermo deve risultare normale all’asse di proiezione e comunque non inclinato per valori superiori a 8°-10° sull’asse stesso, onde evitare l’effetto «prisma»; deve inoltre essere normale alla linea di visibilità dello spettatore situata tra la base dello schermo e gli occhi di chi guarda.

### Schermo panoramico
Tipo particolare di schermo per cinematografia, a superficie non piana, ma cilindrica circolare, con rapporto tra base e altezza molto maggiore del normale (fino a 1:3), adatto alla proiezione con sistemi cinerama, cinemascope e simili, che conferiscono alle immagini un certo effetto di panorama e di rilievo.
Dal punto di vista del formato cinematografico, oltre al comune schermo rettangolare, con rapporto 4/3 (1,35:1), si distinguono lo schermo panoramico o widescreen, nel quale il rapporto è 1,85:1 non anamorfico, e lo schermo gigante, caratteristico del CinemaScope, nel quale la larghezza misura il doppio o più del doppio rispetto all’altezza, da 2,35:1 e fino anche 2,55:1, naturalmente in formato anamorfico.